# Legionella bozemanae
Espèce
Legionella bozemanae est une espèce de bactéries gram-négatives de la famille des Legionellaceae. Ce sont des bacilles intracellulaires facultatifs et pathogènes pour l'homme.

## Description
Les bactéries de l'espèce Legionella bozemanae sont des bacilles gram-négatifs.

## Taxonomie
Le nom correct complet (avec auteur) de ce taxon est Legionella bozemanae corrig. (Garrity et al. 1980) Brenner et al. 1980.
Legionella bozemanae a pour synonymes :
- Fluoribacter bozemanae Garrity et al. 1980
- Legionella bozemanii (Garrity et al. 1980) Brenner et al. 1980

### Étymologie
L'étymologie de l'épithète spécifique de L. bozemanae est la suivante : bo.ze’man.ae. N.L. gen. fem. n. bozemanae, de Bozeman, nommée d'après F. Marilyn Bozeman, la microbiologiste qui a été la première à isoler et étudier cet organisme.